# Özgön (distrikt)
Uzgen District är ett distrikt i Kirgizistan.   Det ligger i oblastet Osj, i den sydvästra delen av landet, 280 km söder om huvudstaden Bisjkek. Antalet invånare är 200 000. Arean är 3 308 kvadratkilometer.
Terrängen i Uzgen District är huvudsakligen bergig, men åt nordväst är den kuperad.